# Bürgerpark (Dudeldorf)

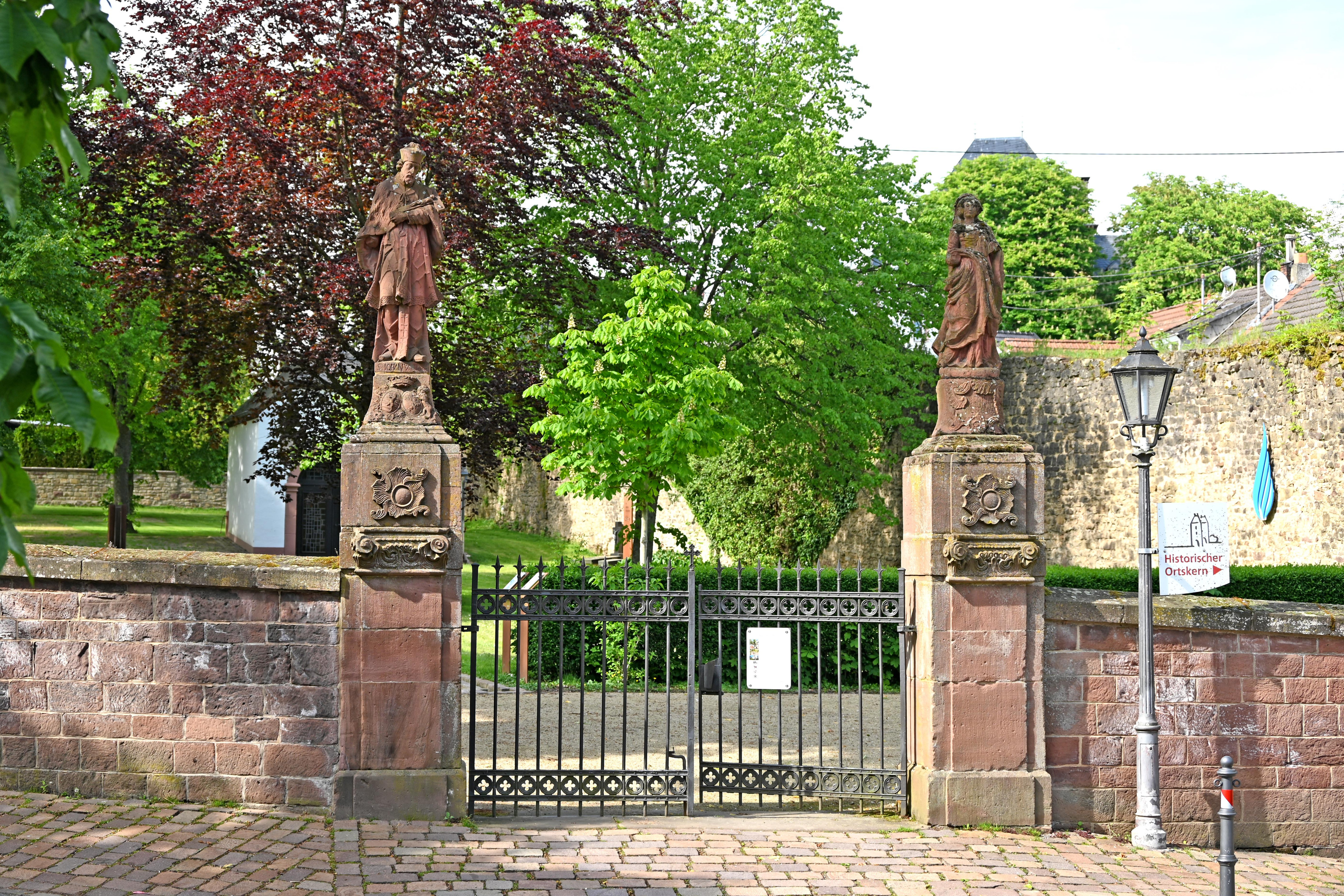
Parkzugang

Der Bürgerpark ist eine innerörtliche Parkanlage in Dudeldorf, einer Ortsgemeinde im Eifelkreis Bitburg-Prüm (Rheinland-Pfalz). Der ehemalige Friedhof in der Bademer Straße wurde ab 2017 umgestaltet. Im Park befinden sich bauliche Reste des Friedhofs, die als Kulturdenkmale geschützt sind.

## Geschichte
Der 1809 vor den Stadtmauern des Obertors angelegte, mit alten Kastanienbäumen bestandene Friedhof wird an drei Seiten von einer Sandsteinmauer umgeben. Seit Ende der 1980er Jahre fanden aus hygienischen Gründen keine Beisetzungen mehr statt. 2017 beschloss der Gemeinderat, die Anlage in einen „Bürgerpark mit inhaltlicher Ausrichtung als generationenübergreifendem Lernort“ umzugestalten, in dem „Kunst und Historie spannungsvoll aufeinandertreffen“.

## Kulturdenkmale
Der Zugang wurde unter Verwendung des früheren Tors der Ordorfer Seite des Burghofs (Burg Dudeldorf) gestaltet. Ihn bilden zwei gedrungene Sandsteinpfeiler mit flachen ionischen Pilastern. Auf dem linken steht eine Figur des heiligen Johannes Nepomuk über zwei Wappen, auf dem rechten eine Madonna des 18. Jahrhunderts.
Die rechteckige, mit Krüppelwalmdach bedeckte, ursprüngliche Leichenhalle vom Anfang des 19. Jahrhunderts hat einen rundbogig geschlossenen Eingang. In ihrem Giebel sind drei barocke Reliefs – Kreuzwegstationen – eingelassen. Der von einer Tonne überwölbte Raum ist mit roten Sandsteinplatten ausgelegt.
Rechts hinter dem ehemaligen Friedhof befindet sich ein Kriegerdenkmal für die Gefallenen des Ersten und Zweiten Weltkriegs in Form eines Kubus aus rotem Sandstein.

Bürgerpark
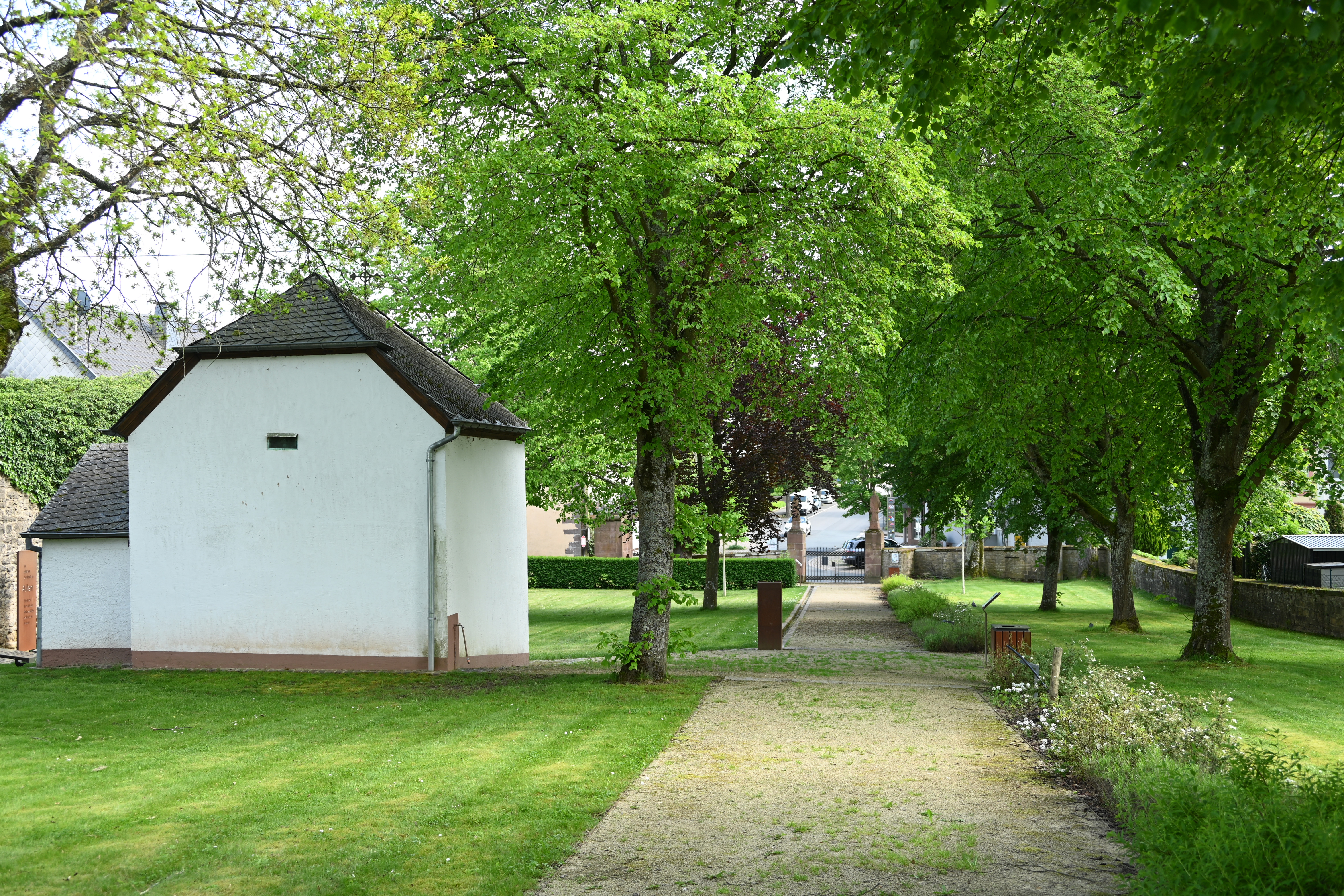
Park mit alten Kastanien
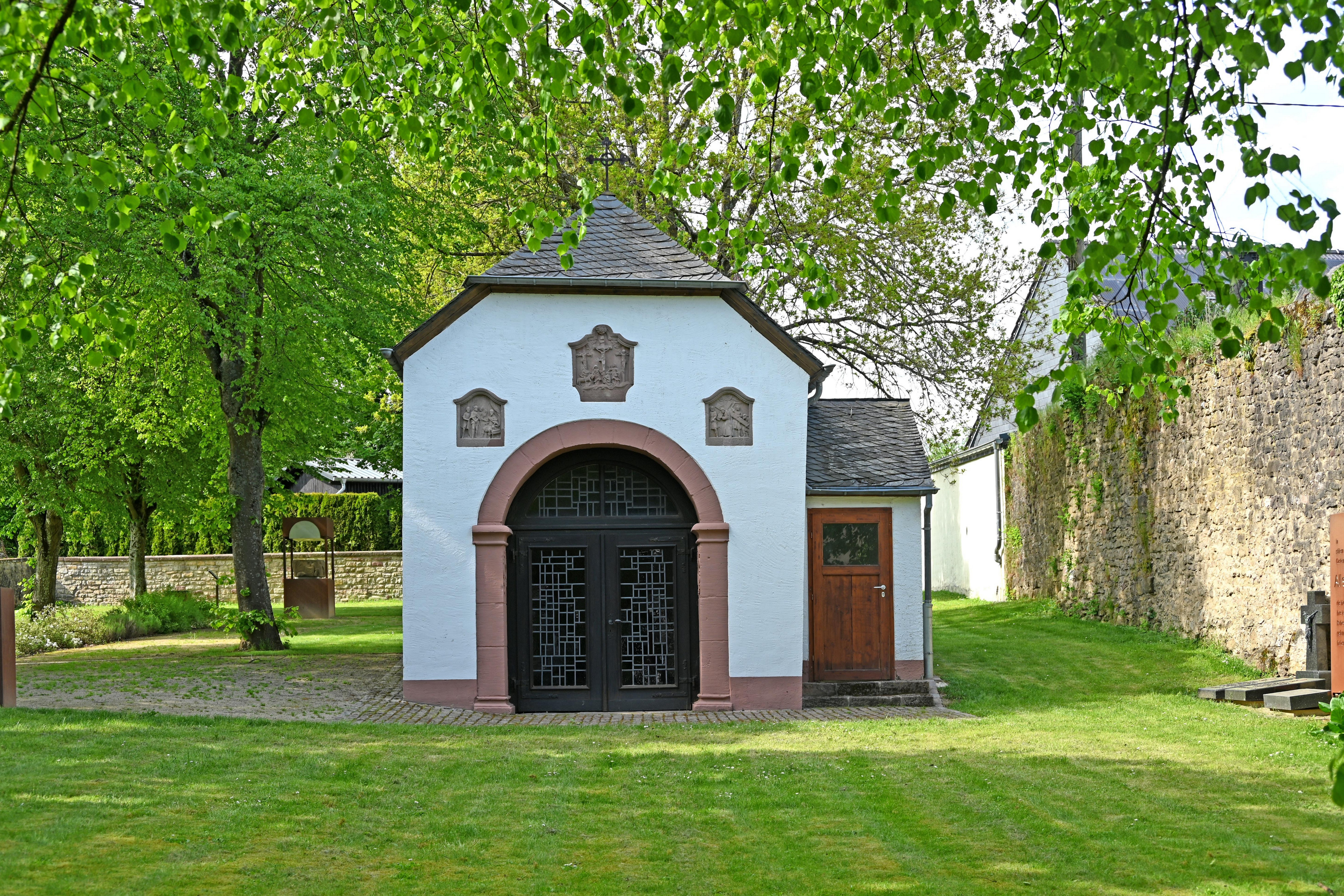
Kreuzkapelle
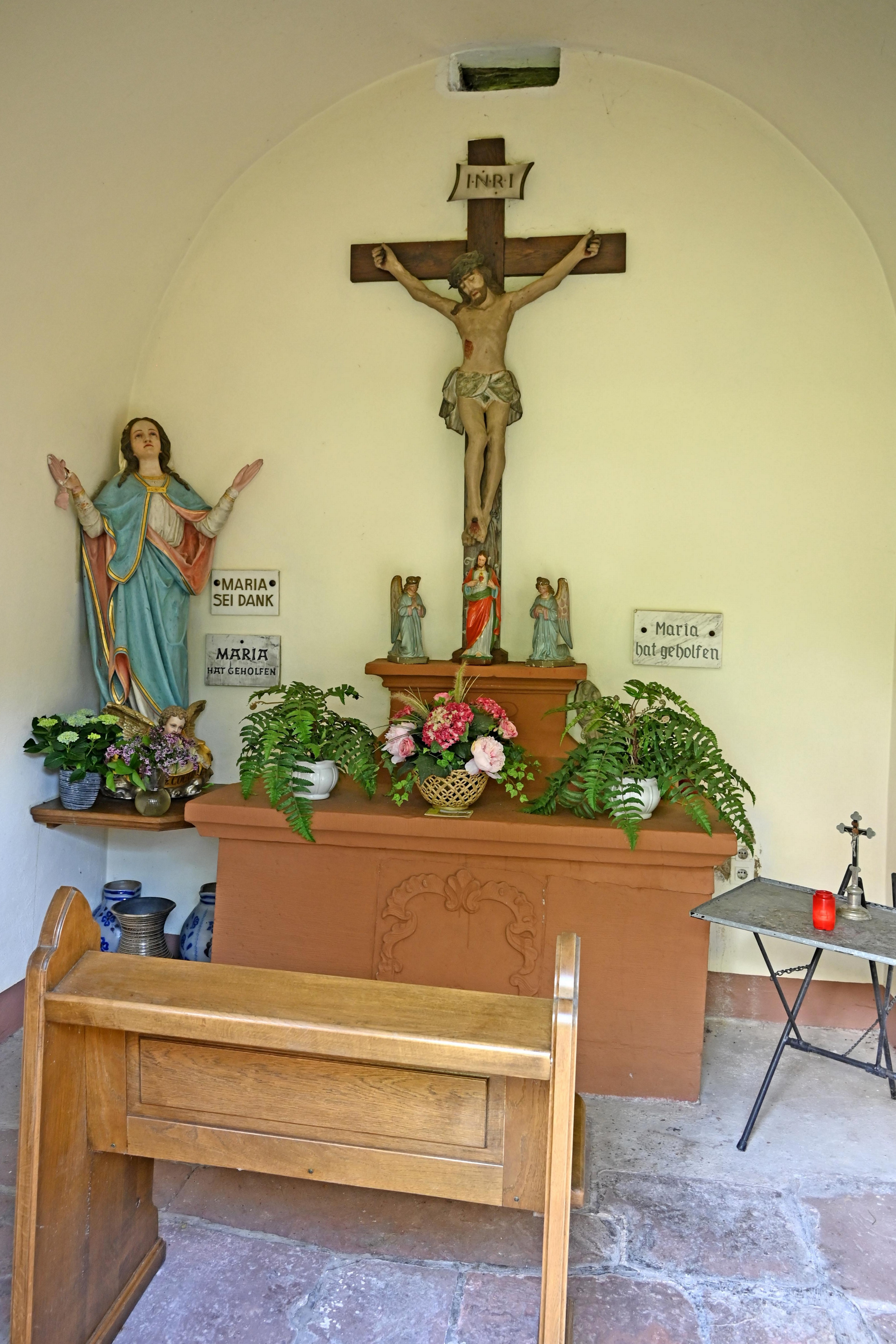
Innenraum
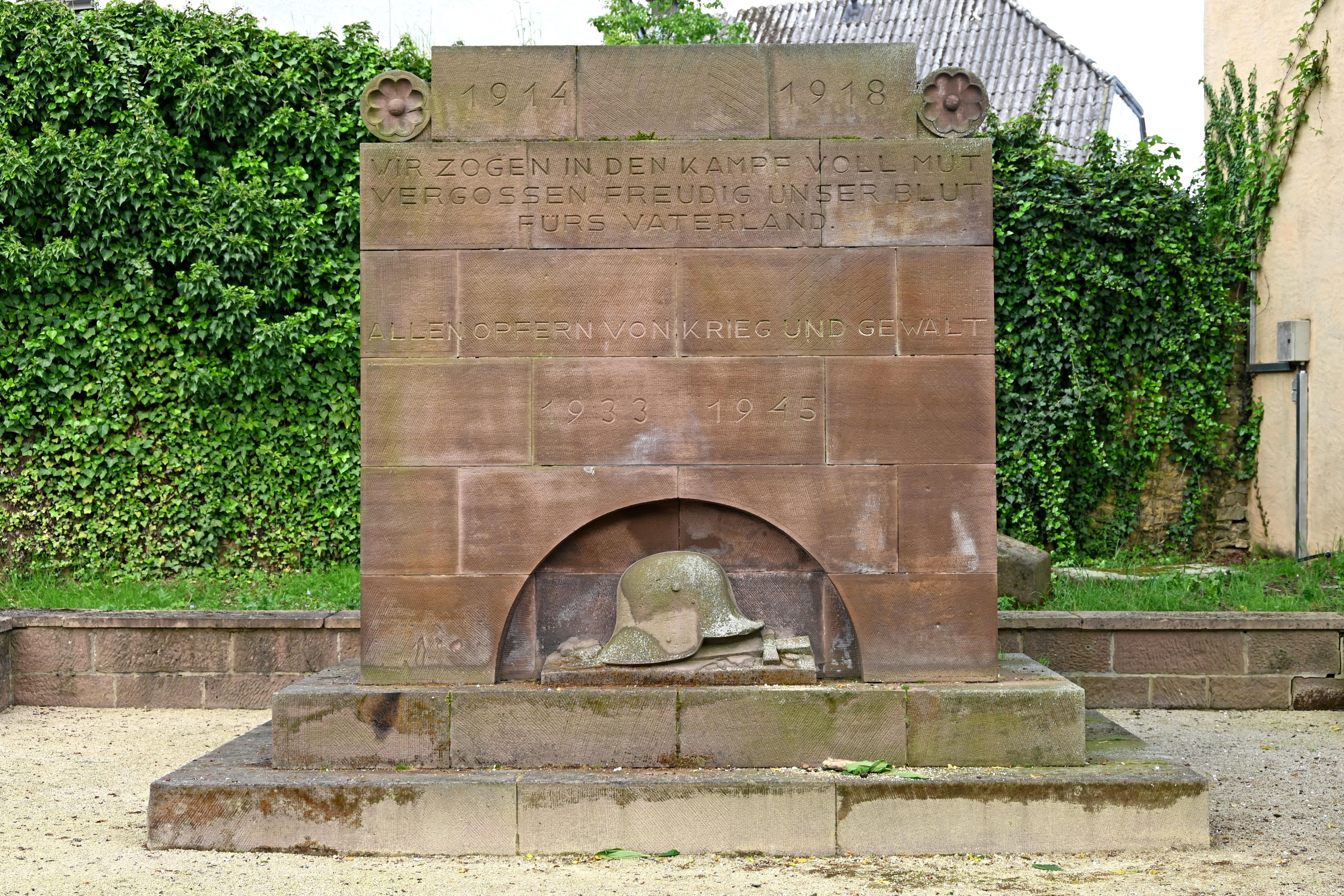
Kriegsopfer-Denkmal
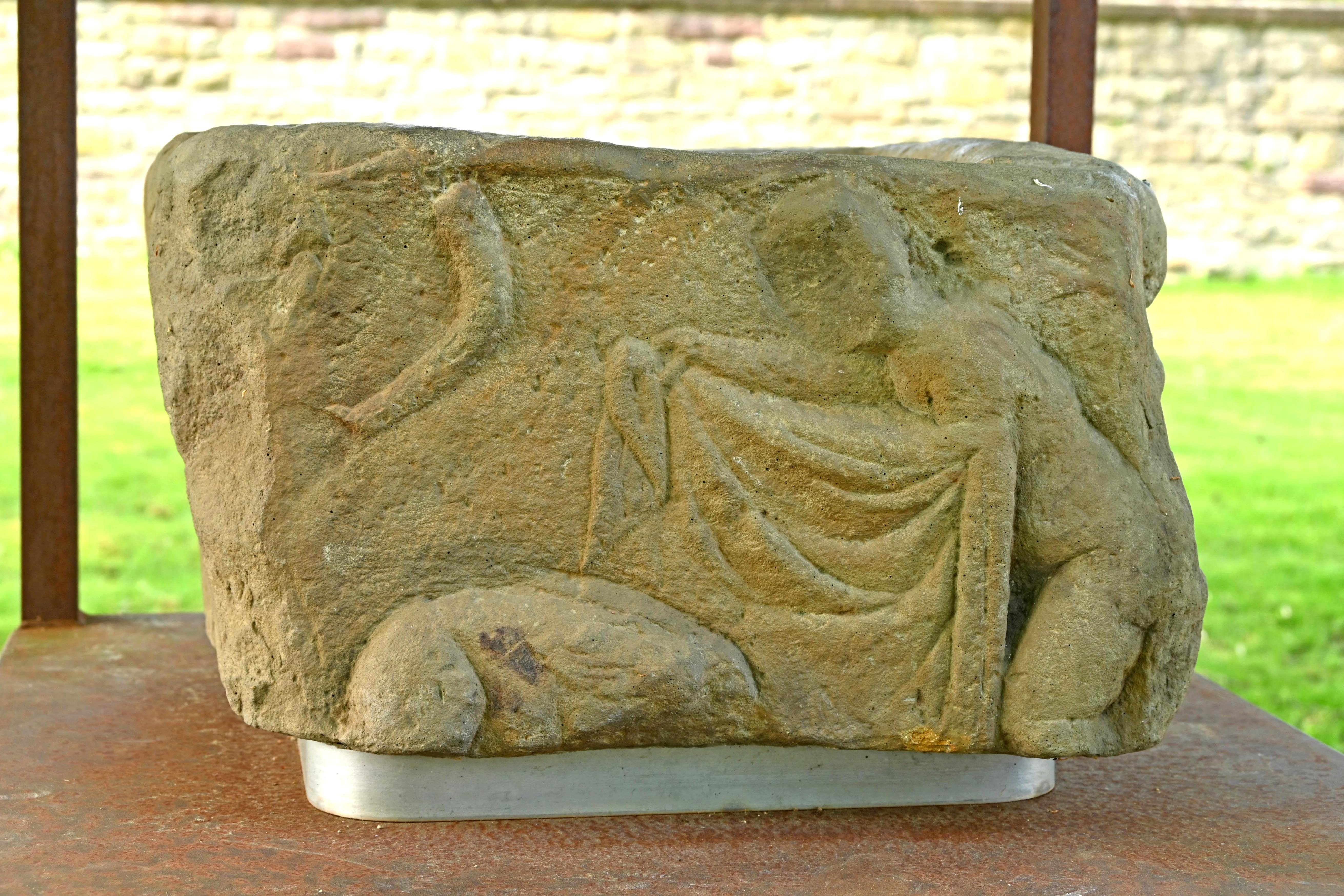
Römischer Grabmalquader